# Широк сокак
Широк сокак (на македонска литературна норма: Широк Сокак) е главната улица на град Битоля, Северна Македония. Улицата е дълга и пешеходна и се смята за център на града.
Официалното ѝ име по османско време е „Султание“ или „Хамидие“. След като градът попада в Сърбия след Междусъюзническата война в 1913 година, името на улицата е сменено на „Крал Петър“, а след установяването на комунистическото управление в Югославия е „Маршал Тито“.
Тя започва от Часовниковата кула в Битоля и завършва в Градския парк. Изпълнена е с типично турски къщи от османско време и сгради в неокласически стил, които в днешно време биват ресторанти, кафенета и магазини. На Широк сокак са разположени и няколко консулства.
В 1904 година пионерите в киното братята Милтон и Янаки Манаки купуват парцел на Широк сокак, където в 1905 година местят фотографското си ателие.
В миналото по улицата са минавали автомобили, но днес тя е само за пешеходци.

## Галерия
- Широк сокак по време на Балканската война в 1912 г.
- Широк сокак в 1914 година.
- През зимата.
- Типична архитектура на Широк сокак.
- Католическата църква на улицата.